# Соборная мечеть (Салават)
Соборная Мечеть Масжид Ан-Наби (баш. Салауат йәмиғ мәсете) — соборная мечеть в Салавате, начало строительства 1985 года. Работает ежедневно с 10.00 до 16.00 без выходных и праздничных дней.

## Архитектура
Соборная мечеть Масжид Ан-Наби города Салавата представляет собой здание с двумя залами для женщин и мужчин. Высота основного минарета — 49 метров, большого купола — 25 метров, полезная площадь — 3000 м². Эскиз мечети был составлен петербургскими архитекторами во главе с В. В. Лебедевым.
Композиционно-планировочной осью мечеть ориентирована в сторону киблы, то есть Каабе — черному камню в Запретной Мечети (Мекке), центру ислама. Мечеть имеет внутренний дворик.

## История
Мечеть Ан-Наби построена на месте мечети деревни Кудакаево Мелеузовского района Республики Башкортостан, включенного в состав города Салавата.
Мечеть в Салавате строилась долгое время. Первый намаз здесь был прочитан 21 декабря 2002 года. 23 августа 2008 года состоялось торжественное открытие с участием верховного муфтия ЦДУМ Талгата Таджуттина. Строительство велось на пожертвования горожан с помощью городских предприятий и зарубежных кампаний. Мечеть по площади занимает второе место в Башкортостане после мечети Уфы Ляля-Тюльпан. Мечеть курирует исправительные учреждения: ИК № 2, 4, 16 ЛИУ 19 в Салавате, ИК № 7 в городе Мелеузе, детской колонией в Шахтау. В мечети проводятся обряды бракосочетания.
В мечети открыт филиал Российского исламского университета (начальное религиозное образование), и здесь ежегодно обучается 100 шакирдов, которые получают дипломы, становятся имамами, преподавателями основ ислама. Срок обучения — 3 года. Многие из них затем едут учиться дальше — в Уфу. В филиале работает 22 преподавателей, из которых 12 имеют высшее религиозное образование. Они, как и 15 священнослужителей, которые ведут обряды, делают все на добровольных началах, не получая никакой зарплаты. Работает воскресная школа для верующих любого возраста. В мечети факультатив по арабскому языку ведет преподаватель из Сирии. С 2004 года звуки утренней молитвы Азан призывают к совершению намаза мусульман Салавата с центрального минарета Соборной мечети.
Муфтий — помощник главного муфтия ЦДУМ России Рамиль-хазрат Насыров. Имам ахунд Тимирказык-хазрат, имам-мухтасиб Зуфар-хазрат, имам-хатыб Тимиргалей-хазрат, имам-хатыб Низамутдинов Габдрауф Бадретдинович (годы жизни 25.03.1923 г. — 19.01.2020 г.). Преподаватель медресе при мечети — Асия Шарифуллина.
В мечети к новому году по мусульманскому лунному календарю — хиджри, проходит традиционный конкурс по нескольким номинациям: чтение суры из Корана, викторина по основам и истории ислама.